# Björn Bregy
Björn „The Rock“ Bregy  (* 30. September 1974 in der Schweiz) ist K1-Kämpfer und ehemaliger Yoseikan Budoka.
Er ist 2,02 m groß und wiegt 125 kg (275,6 lbs). Er gewann bisher 3 K-1 World Grand Prix. 2003 in Basel, 2006 und 2007 in Amsterdam. Außerdem wurde er Weltmeister im Yoseikan-Budo und WKA-Europameister.
Bregy hält im K-1 eine Quote von 16 Siegen und 10 Niederlagen. 11 der Siege gewann er durch K. o. Ein Kampf wurde nicht gewertet. Zurzeit lebt und trainiert Bregy in Holland.
Sein wahrscheinlich größter Erfolg im K-1 war der Turniersieg in Amsterdam 2006 und die damit verbundene Teilnahme an der Final Elimination 2006. Bregy verlor, nach gutem Start, allerdings gegen den späteren K-1-Champion 2006 Semmy Schilt.